# Jalen Johnson

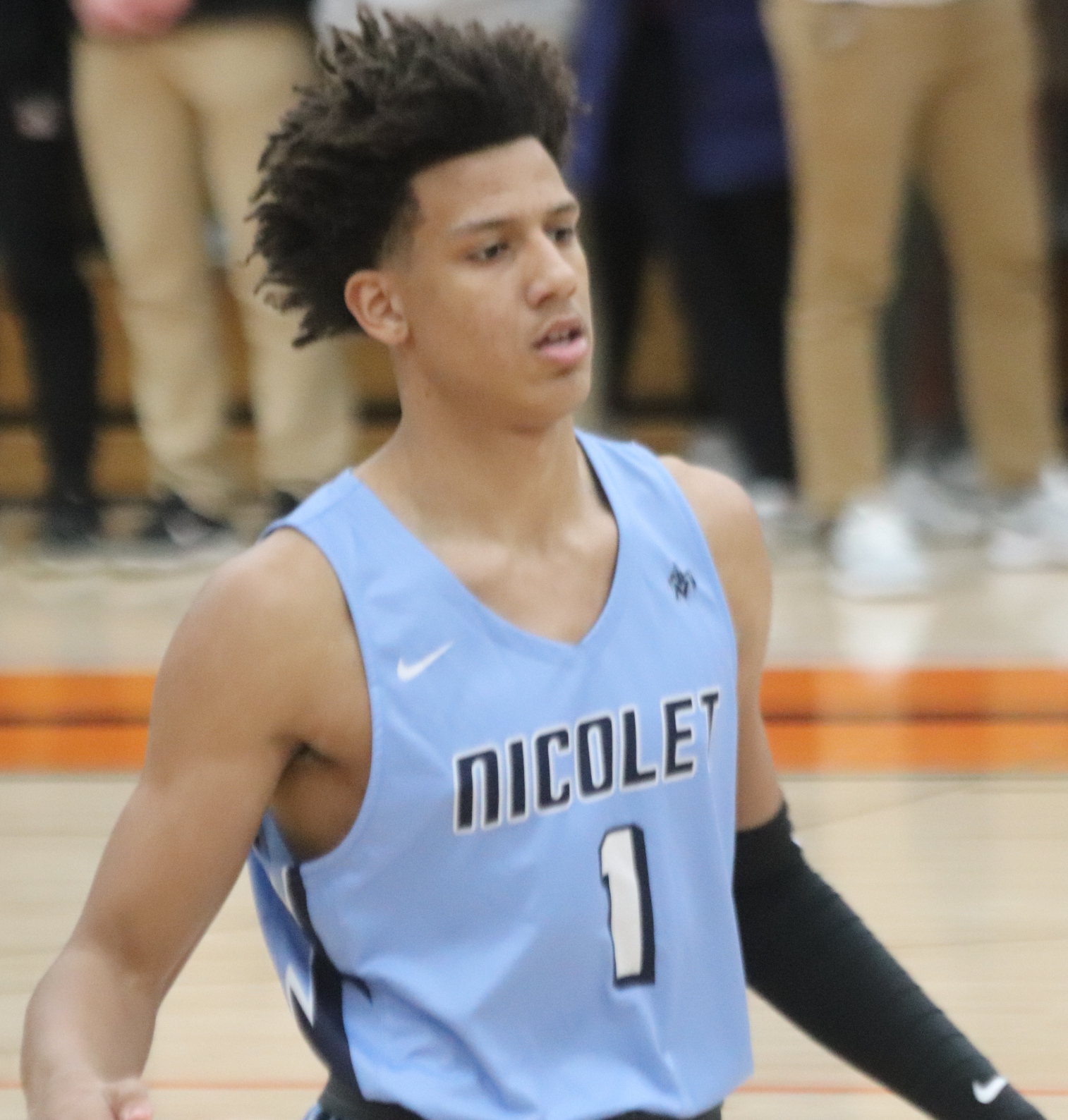
Jalen Johnson, 2019.

Jalen Tyrese Johnson, född 18 december 2001 i Wausau i Wisconsin, är en amerikansk professionell basketspelare (SF) som spelar för Atlanta Hawks i National Basketball Association (NBA).
Han draftades av Atlanta Hawks i första rundan i 2021 års draft som 20:e spelare totalt.
Innan Johnson blev proffs studerade han vid Duke University och spelade för universitetets idrottsförening Duke Blue Devils.